# Ali Anwar Ali al-Balushi
Ali Anwar Ali al-Balushi (* 9. Februar 2002) ist ein omanischer Leichtathlet, der sich auf den Sprint spezialisiert hat. 2024 wurde er Hallenasienmeister im 60-Meter-Lauf.

## Sportliche Laufbahn
Erste internationale Erfahrungen sammelte Ali Anwar Ali al-Balushi im Jahr 2018, als er bei den Olympischen Jugendspielen in Buenos Aires im 200-Meter-Lauf auf Rang fünf gelangte. Im Jahr darauf belegte er bei den Jugendasienmeisterschaften in Hongkong in 10,69 s den vierten Platz im 100-Meter-Lauf und über 200 Meter gewann er in 21,71 s die Bronzemedaille. Anschließend sicherte er sich bei den Arabischen-U18-Meisterschaften in Radès in 10,69 s die Bronzemedaille über 100 Meter. 2021 gewann er bei den Arabischen Meisterschaften ebendort mit der omanischen 4-mal-100-Meter-Staffel in 39,95 s die Silbermedaille hinter dem Team aus Saudi-Arabien. Anschließend gelangte er bei den U20-Weltmeisterschaften in Nairobi mit 10,39 s auf Rang vier über 100 Meter. 2022 schied er bei den Hallenweltmeisterschaften in Belgrad mit 6,71 s in der ersten Runde im 60-Meter-Lauf aus und im August schied er bei den Islamic Solidarity Games in Konya mit 10,37 s im Halbfinale über 100 Meter aus und gewann mit der Staffel in 39,21 s die Bronzemedaille hinter den Teams aus der Türkei und Bahrain. 2023 wurde er bei den Hallenasienmeisterschaften in Astana mit 6,69 s Fünfter über 60 Meter und Ende April schied er bei den Westasienmeisterschaften in Doha mit 10,50 s im Vorlauf über 100 Meter aus. Anschließend gewann er bei den Arabischen U23-Meisterschaften in Radès in 10,48 s und 21,35 s jeweils die Silbermedaille über 100 und 200 Meter und verpasste dann bei den Arabischen Meisterschaften in Marrakesch mit 10,67 s den Finaleinzug über 100 Meter. Daraufhin belegte er bei den Panarabischen Spielen in Algier in 10,59 s den vierten Platz über 100 Meter und siegte mit der Staffel in 39,70 s. Im Juli schied er dann bei den Asienmeisterschaften in Bangkok im Semifinale über 100 Meter aus. Ende September schied er bei den Asienspielen in Hangzhou mit 10,33 s im Halbfinale über 100 Meter aus und wurde mit der Staffel im Vorlauf disqualifiziert. Im Jahr darauf siegte er in 6,52 s über 60 Meter bei den Hallenasienmeisterschaften in Teheran. Ende Mai kam er bei den Westasienmeisterschaften in Basra im Finale über 100 Meter nicht ins Ziel und anschließend siegte er bei den Arabischen U23-Meisterschaften in Ismailia in windunterstützten 10,00 s über 100 Meter sowie in 20,68 s auch im 200-Meter-Lauf. Daraufhin nahm er über 100 Meter an den Olympischen Sommerspielen in Paris teil und schied dort mit 10,26 s in der ersten Runde aus.
2025 erreichte er bei den Hallenweltmeisterschaften in Nanjing das Halbfinale über 60 Meter und schied dort mit 6,61 s aus. Im Mai gewann er dann bei den Arabischen Meisterschaften in Oran in 10,27 s und 20,67 s jeweils die Silbermedaille über 100 und 200 Meter hinter dem Saudi-Araber Abdulaziz Abdui Atafi. Ende Mai belegte er bei den Asienmeisterschaften in Gumi in 10,33 s den sechsten Platz über 100 Meter und schied über 200 Meter mit 21,30 s im Halbfinale aus.

## Persönliche Bestzeiten
- 100 Meter: 10,14 s (−1,1 m/s), 19. Juni 2024 in Nembro
  - 60 Meter (Halle): 6,50 s, 18. Februar 2024 in Teheran (omanischer Rekord)
- 200 Meter: 20,67 s (+1,8 m/s), 4. Mai 2025 in Oran